# Дослідна станція помології імені Л. П. Симиренка Інституту садівництва НААН України
Дослідна станція помології імені Л. П. Симиренка — науково-дослідна станція у селі Мліїв Черкаського району Черкаської області. Належить до структури Інституту садівництва та підпорядкована Національній академії аграрних наук України.

## Історія
Історія станції сягає у 19-те століття і розпочинається вона із найбільшого в дореволюційній Росії розсадницького господарства Левко Симиренко, розташованого на орендованій землі графині Балашової, яке він створив у Мліїв у 1887 році. З метою наукових досліджень Л. П. Симиренком були зібрані найцінніші помологічні сорти плодових і декоративних порід.
У 1912 році у помологічному розсаднику Л. П. Симиренка нараховувалось майже 3000 сортів різних рослин, у тому числі яблуні 900, груші 889, черешні та вишні 350, персику — 115, абрикосу — 56, агрусу — 166, горіха — 45. Крім того, була зібрана велика кількість троянд (937 сортів), бузку і 305 різновидів хвойних дерев і кущів.
Після революції розсадницьке господарство Л. П. Симиренка було націоналізоване та експлуатувалось Черкаським Укрземвідділом до часу передачі Вченому Комітету.
Рішенням Колегії Наркомзему УРСР 25 листопада 1920 р. на базі помологічного розсадника Л. П. Симиренка в с. Мліїв було створено першу на Україні дослідну установу по садівництву — Мліївську садово-городню дослідну станцію.
У липні 1918 р. на базі помологічного розсадника Л. П. Симиренка створено центральну садово-городню дослідницьку станцію, яку очолив син Льва Платоновича професор Володимир Симиренко. Він завершив справу кількох поколінь Симиренків і перетворив творчі ідеї прадіда, діда і батька в реальність. Він створив і розвинув усі потрібні атрибути української помології, типи розсадництва, систему науково-дослідних установ, систему державних розсадників і, нарешті, державну «Помологічну книгу».
Організаторами станції були: перший директор станції В. Л. Симиренко, професори Л. М. Ро і В. П. Попов, науковий працівник М. А. Гросгейм.
У 1921 р. на станції було розпочато роботи по створенню плодового розсадника, а в 1923 р. розсадник Мліївської дослідної станції реорганізовано в Центральний державний плодорозсадник України. Перед ним ставилося завдання вирощувати садивний матеріал плодових дерев у широкому помологічному сортименті для всієї республіки та підщеп для інших державних 
Ними створені (до 1927 р.) наукові відділи плодівництва, овочівництва, ентомології, сільськогосподарської метеорології, фітопатології, технічної переробки плодів і овочів, агрохімії та інші.
У 1958 році через 70-річний ювілей помологічного розсадника присвоєно ім'я засновника розсадника Л. П. Симиренка.
З 1966 року по 1989 рік директором дослідної станції працював Микола Михайлович Артеменко. У квітні 1989 року з ініціативи директора станції М. М. Артеменка та за підтримки наукового колективу Мліївську дослідну станцію садівництва ім. Л. П. Симиренка було реорганізовано в Мліївський науково-дослідний інститут садівництва Лісостепу України ім. Л. П. Симиренка. За ініціативою М. М. Артеменка було створено народний музей Л. П. Симиренка, який розміщений в будинку, де жив, працював і загинув Лев Платонович. М. М. Артеменко до 1 червня 1991 року був директором інституту.
З 1991 р. по 2004 р. — директором інституту працював Хоменко Іван Іванович. У 1992 році згідно з наказом Президії Української академії аграрних наук інститут було перейменовано в Мліївський інститут садівництва ім. Л. П. Симиренка УААН.
З 2003 року виконавчий директор інституту, а з 2004 року — директор інституту — Кучер Микола Федорович.
У 2006 році у зв'язку з орієнтацією на вивчення генетичних ресурсів плодових, ягідних, горіхоплідних і малопоширених культур Мліївський інститут садівництва ім. Л. П. Симиренка УААН було перейменовано в Інститут помології ім. Л. П. Симиренка УААН, а в 2010 р. в Інститут помології ім. Л. П. Симиренка Національної академії аграрних наук України. У 2017 році інститут був реорганізований у Дослідну станцію помології імені Л. П. Симиренка Інституту садівництва.

## Діяльність
Окрасою вітчизняного садівництва, одним з найцінніших сортів яблуні, яким захоплювалися зарубіжні колеги Левка Симиренка, став виведений ним ренет Платона Симиренка, названий на честь батька. Свою тріумфальну ходу українськими садами цей сорт розпочав із середини XIX ст., упродовж XX ст. став провідним промисловим сортом яблуні у багатьох країнах світу. Він зберігає своє панівне становище в Україні та в інших країнах і на початку третього тисячоліття. Серед чисельного світового генофонду сортів яблуні (їх нараховується понад 10 тис.), мабуть, не знайдеться якогось іншого, що за своєю популярністю у споживачів, вельми широким ареалом і винятковим довголіттям у промислових садах міг би гідно суперничати з уславленим українським Ренетом Симиренка. Він став гордістю вітчизняного садівництва, візитівкою України у садівничий світ.
На території станції розташований державний парк-пам'ятка садово-паркового мистецтва дендропарк Мліївської дослідної станції.